# Kirgistanski som
Kirgistanski som, ISO 4217: KGS je nacionalna valuta Republike Kirgistan. Dijeli se na 100 tijina.
Uveden je nakon neovisnosti Kirgistana od Sovjetskog Saveza, 1993. godine, kada je zamijenio sovjetski rubalj, i to u omjeru 1 som za 200 rubalja.
U optjecaju su kovanice od 1, 10, 50 tijina, te 1, 3, 5, 10 soma, i novčanice od 20, 50, 100, 200, 500, 1000, 5000 soma.

## Tečajna lista
| Yahoo! Finance: | AUD CAD CHF EUR GBP HKD JPY USD |
| XE.com:         | AUD CAD CHF EUR GBP HKD JPY USD |